# Trần Hạo Vĩ
Trần Hạo Vĩ (Chen Hao Wei; tiếng Trung: 陳浩瑋; sinh ngày 30 tháng 4 năm 1992) là một cầu thủ bóng đá người Đài Loan thi đấu ở vị trí tiền vệ cho Beijing Enterprises.

## Đời sống cá nhân
Chen là thành viên của người Amis từ xã Phượng Lâm và cũng nói lưu loát ngôn ngữ bản địa ngoài tiếng Trung. Anh cũng là người theo Thiên Chúa giáo.

## Thống kê sự nghiệp
Thống kê chính xác tính đến trận đấu diễn ra ngày 28 tháng 10 năm 2017. 
| Thành tích câu lạc bộ | Thành tích câu lạc bộ | Thành tích câu lạc bộ     | Giải vô địch | Giải vô địch | Cúp    | Cúp    | Cúp Liên đoàn | Cúp Liên đoàn | Châu lục | Châu lục | Tổng | Tổng |
| Mùa giải              | Câu lạc bộ            | Giải vô địch              | Trận         | Bàn          | Trận   | Bàn    | Trận          | Bàn           | Trận     | Bàn      | Trận | Bàn  |
| Trung Hoa Đài Bắc     | Trung Hoa Đài Bắc     | Trung Hoa Đài Bắc         | Giải vô địch | Giải vô địch | Cúp    | Cúp    | Cúp Liên đoàn | Cúp Liên đoàn | Châu Á   | Châu Á   | Tổng | Tổng |
| --------------------- | --------------------- | ------------------------- | ------------ | ------------ | ------ | ------ | ------------- | ------------- | -------- | -------- | ---- | ---- |
| 2011                  | Đài Bắc PEC           | Intercity Football League |              |              | -      | -      | -             | -             | -        | -        |      |      |
| Trung Quốc            | Trung Quốc            | Trung Quốc                | Giải vô địch | Giải vô địch | FA Cup | FA Cup | CSL Cup       | CSL Cup       | Châu Á   | Châu Á   | Tổng | Tổng |
| 2012                  | Beijing Baxy          | China League One          | 17           | 4            | 1      | 1      | -             | -             | -        | -        | 18   | 5    |
| 2013                  | Beijing Baxy          | China League One          | 13           | 0            | 0      | 0      | -             | -             | -        | -        | 13   | 0    |
| 2014                  | Beijing Baxy          | China League One          | 9            | 0            | 1      | 0      | -             | -             | -        | -        | 10   | 0    |
| 2015                  | Beijing Baxy          | China League One          | 18           | 4            | 6      | 0      | -             | -             | -        | -        | 24   | 4    |
| 2016                  | Beijing Baxy          | China League One          | 24           | 2            | 2      | 1      | -             | -             | -        | -        | 26   | 3    |
| 2017                  | Beijing Baxy          | China League One          | 15           | 2            | 1      | 0      | -             | -             | -        | -        | 16   | 2    |
| Tổng                  | Trung Hoa Đài Bắc     | Trung Hoa Đài Bắc         |              |              | 0      | 0      | 0             | 0             | 0        | 0        |      |      |
| Tổng                  | Trung Quốc            | Trung Quốc                | 96           | 12           | 11     | 2      | 0             | 0             | 0        | 0        | 107  | 14   |
| Tổng cộng sự nghiệp   | Tổng cộng sự nghiệp   | Tổng cộng sự nghiệp       | 96           | 12           | 11     | 2      | 0             | 0             | 0        | 0        | 107  | 14   |

### Bàn thắng quốc tế
Tỉ số và kết quả liệt kê bàn thắng của Trung Hoa Đài Bắc trước.
| #  | Ngày                 | Địa điểm                                          | Đối thủ           | Tỉ số | Kết quả | Giải đấu                          |
| -- | -------------------- | ------------------------------------------------- | ----------------- | ----- | ------- | --------------------------------- |
| 1. | 1 tháng 12 năm 2012  | Sân vận động Mong Kok, Mong Kok, Hồng Kông        | CHDCND Triều Tiên | 1–5   | 1–6     | Vòng loại Cúp bóng đá Đông Á 2013 |
| 2. | 13 tháng 11 năm 2014 | Sân vận động Thành phố Đài Bắc, Đài Loan          | Guam              | 1–2   | 1–2     | Vòng loại Cúp bóng đá Đông Á 2015 |
| 3. | 9 tháng 10 năm 2015  | Sân vận động Thành phố Đài Bắc, Đài Bắc, Đài Loan | Ma Cao            | 2–1   | 5–1     | Giao hữu                          |
| 4. | 9 tháng 10 năm 2015  | Sân vận động Thành phố Đài Bắc, Đài Bắc, Đài Loan | Ma Cao            | 5–1   | 5–1     | Giao hữu                          |
| 5. | 11 tháng 10 năm 2016 | Sân vận động Quốc gia, Cao Hùng, Đài Loan         | Đông Timor        | 2–0   | 2–1     | Vòng loại Cúp bóng đá châu Á 2019 |
| 6. | 5 tháng 10 năm 2017  | Sân vận động Thành phố Đài Bắc, Đài Bắc, Đài Loan | Mông Cổ           | 1–1   | 4–2     | Giao hữu                          |